# Palo (Leyte)
Palo (Bayan ng Palo) är en kommun i Filippinerna. Kommunen ligger på ön Leyte, och tillhör provinsen Leyte. Folkmängden uppgår till 47 982 invånare.

## Barangayer
Palo är indelat i 33 barangayer.
| - Anahaway - Arado - Baras - Barayong - Cabarasan Daku - Cabarasan Guti - Campetik - Candahug - Cangumbang - Canhidoc - Capirawan | - Castilla - Cogon - San Joaquin - Gacao - Guindapunan - Libertad - Naga-naga - Pawing - Buri (Pob.) - Cavite East (Pob.) - Cavite West (Pob.) - Luntad (Pob.) | - Santa Cruz (Pob.) - Salvacion - San Agustin - San Antonio - San Isidro - San Joaquin - San Jose - San Miguel (Pob.) - Tacuranga - Teraza - San Fernando |